# Se nos armó la gorda
Se nos armó la gorda es una película colombiana de 2015 escrita y dirigida por Fernando Ayllón. Estrenada el 8 de enero de 2015, contó con las actuaciones de Fabiola Posada, Nelson Polanía, Ricardo Quevedo y Francisco Bolívar.

## Sinopsis
Fabiola y Polilla están atravesando su primera crisis matrimonial luego de más de veinte años de casados. La monotonía se hace presente en la relación de esta pareja de comediantes. Fabiola acepta una propuesta de trabajo en la que deberá trasladarse a la ciudad de San Francisco, California. Sin embargo, este plan se ve truncado cuando es secuestrada por la pandilla de un jeque árabe que tiene un extraño gusto por las mujeres obesas.

## Reparto
- Fabiola Posada es la gorda.
- Nelson Polanía es Polilla.
- Ricardo Quevedo es Cejas Pobladas.
- Francisco Bolívar es Pachuco.